# Brocchinia harasewychi
Brocchinia harasewychi is een slakkensoort uit de familie van de Cancellariidae. De wetenschappelijke naam van de soort is voor het eerst geldig gepubliceerd in 2007 door Barros & Lima.